# Kenji Mizoguchi
Kenji Mizoguchi (japanska: 溝口 健二?, Mizoguchi Kenji), född den 16 maj 1898 och död den 24 augusti 1956, var en japansk filmregissör och manusförfattare. För en svensk publik är han mest känd genom filmen Ugetsu monogatari (Sagor om en blek mystisk måne efter regnet), som vann regins Silverlejon vid Filmfestivalen i Venedig 1953 och har rankats som en av 1900-talets 100 bästa filmer.

## Karriär
Mizoguchi hade bedrivit tecknings- och måleristudier i Akasaka och fick 1916 under två år anställning som reklamtecknare vid en tidning i Kobe. Arbetslös sökte han sig till Tokyo och erbjöds 1920 en skådespelarroll av regissören Wakayama Osamu och fortsatte som regiassistent åt Ona Tadashi. 1922 debuterade han själv som regissör hos filmbolaget Nikkatsu med Ai ni Yomigaeru Hi ("Dagen då kärleken återvände"). Filmen drog på sig skarp kritik av den japanska censuren för sin socialistiska tendens. Ett sådant socialt engagemang kan följas i många av hans tidigaste filmer. Inspiration kan spåras från amerikanska 25-öresromaner och Arsène Lupin-äventyr. Mizoguchis "En sånglärarinnas passion" från 1926 är den första som når Europa och blev en av få japanska stumfilmer som introducerades i väst.
[uppföljning saknas]
Stig Björkman skrev en essä om Mizoguchi i filmtidskriften Chaplin (1965). 

## Filmografi (urval)
Mizoguchis hann göra 86 filmer. Urval och svenska titlar från Chaplin (1965) 
1936 Syskonen i Gion (祇園の姉妹 Gion no kyodai)
1936 Naniwas klagodikt (浪華悲歌 Naniwa hika eller Naniwa erejī)
1939 Sagor om blommande prästkragar (残菊物語 Zangiku monogatari)
1941 De 47 Ronin (元禄忠臣蔵 Genroku chushingura)
1946 Fem kvinnor kring Utamaro (歌麿をめぐる五人の女 Utamaro o meguru gonin no onna)
1951 Fröken Oyu (お遊さま Oyū-sama)
1952 O-Haru (西鶴一代女 Saikaku ichidai onna)
1953 Musikerna från Gion (祇園囃子 Gion bayashi)
1953 Sagor om en blek mystisk måne efter regnet (雨月物語 Ugetsu monogatari)
1954 En kvinna man talar om (噂の女 Uwasa no onna)
1954 Fogden Sansho (山椒大夫 Sanshō dayū)
1954 De korsfästa älskande (近松物語 Chikamatsu monogatari)
1955 En ny historia om klanen Taira (新平家物語 Shin Heike monogatari)
1955 Kejsarinnan Yang (楊貴妃 Yōkihi/Yang Kwei-Fei)
1956 Skammens gata (赤線地帯 Akasen chitai)